# Stazione di Falerone
La stazione di Falerone è stata una stazione ferroviaria posta lungo la ex linea ferroviaria a scartamento ridotto Porto San Giorgio-Fermo-Amandola chiusa il 27 agosto 1956, era a servizio del comune di Falerone. Nel 2023 sono iniziati i lavori per la ristrutturazione al fine di adibirla a centro sociale.